# Ptichodis obversa
Ptichodis obversa là một loài bướm đêm trong họ Erebidae.